# 滋賀県道108号南郷桐生草津線
滋賀県道108号南郷桐生草津線（しがけんどう108ごう なんごうきりゅうくさつせん）は、滋賀県大津市から草津市に至る一般県道である。

## 概要
大津市南郷1丁目から草津市岡本町に至る。
大津市南部の田上・上田上地区から草津市南部にかけての幹線道路となっているが、狭小な区間があり、歩道のない区間が通学路になっている区間がある。そのため不便で危険であることから改良するよう要望が出されている。

### 路線データ
- 起点：大津市南郷1丁目（南郷洗堰交差点、国道422号交点）
- 終点：草津市岡本町（岡本町南交差点、滋賀県道2号大津能登川長浜線交点）
- 総延長：11.0 km[1]

## 路線状況
バイパスの計画があり、稲津橋から南東に進み大津市立田上小学校で再び合流するバイパスを建設し、天神川に架かる橋梁を架け替えする計画がある。それ以降の草津市方面に向けては土地区画整理事業の進捗を鑑みて進める方針である。

### 重複区間
- 滋賀県道29号瀬田大石東線（大津市黒津2丁目・黒津二丁目交差点 - 大津市黒津5丁目）
- 滋賀県道16号大津信楽線（大津市中野町2丁目・中野町南交差点 - 大津市平野2丁目）

### 道路施設

#### 橋梁
- 黒津橋（大戸川、大津市、滋賀県道29号瀬田大石東線重複区間内）
- 天神川橋（天神川、大津市）
- 萱尾木橋（萱尾川、大津市）

#### トンネル
- 宮川隧道：延長16 m、竣工年不明、大津市

## 地理

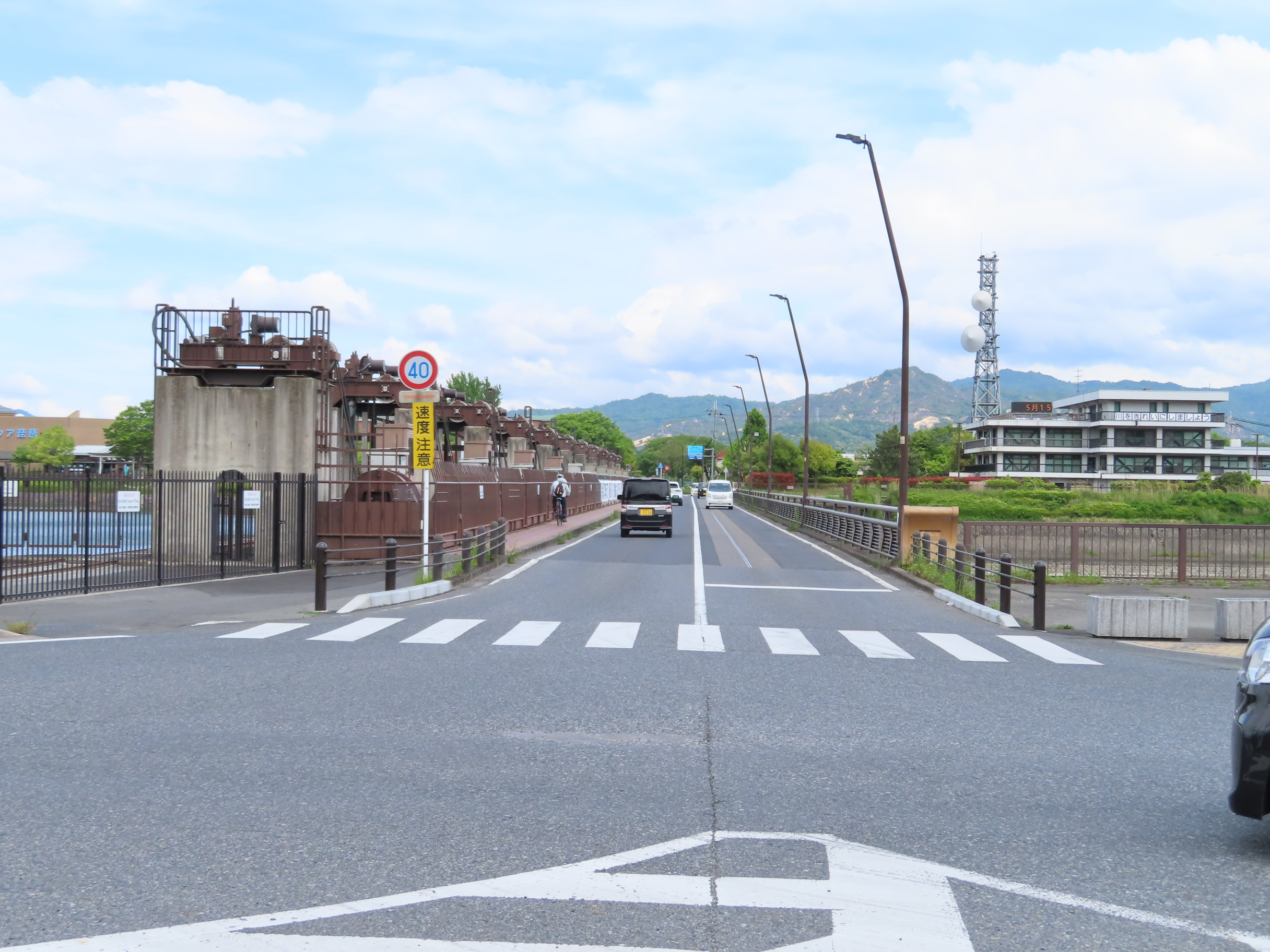
起点付近で瀬田川洗堰上を通過する

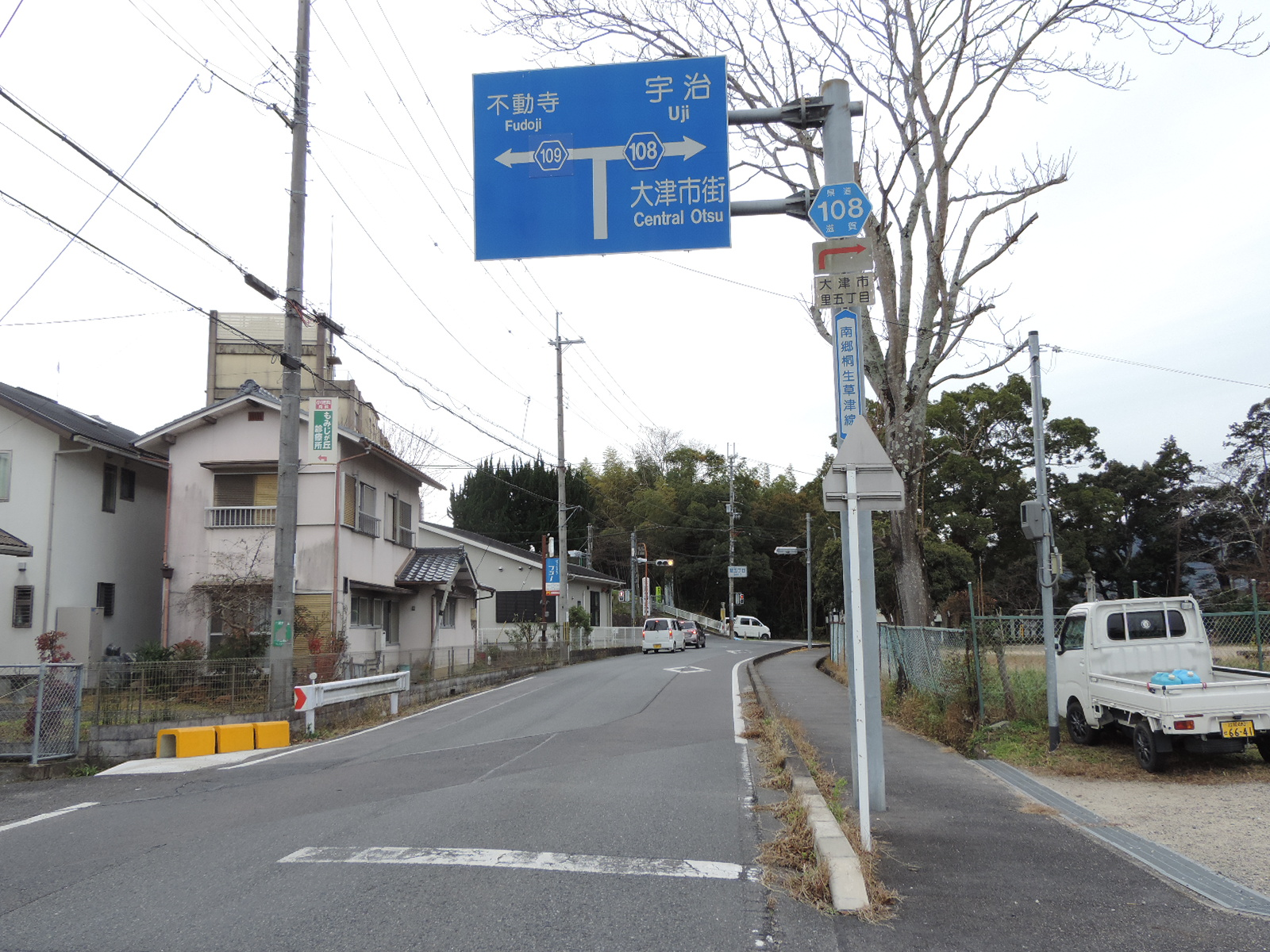
大津市里5丁目

### 通過する自治体
- 滋賀県
  - 大津市 - 草津市

### 交差する道路
| 交差する道路                          | 市町村名 | 交差する場所 | 交差する場所          |
| ------------------------------------- | -------- | ------------ | --------------------- |
| 国道422号                             | 大津市   | 南郷1丁目    | 南郷洗堰交差点 / 起点 |
| 滋賀県道29号瀬田大石東線 重複区間起点 | 大津市   | 黒津2丁目    | 黒津二丁目交差点      |
| 滋賀県道29号瀬田大石東線 重複区間終点 | 大津市   | 黒津5丁目    |                       |
| 滋賀県道109号不動寺本堂線             | 大津市   | 里5丁目      | 里五丁目交差点        |
| 滋賀県道16号大津信楽線 重複区間起点   | 大津市   | 中野町2丁目  | 中野町南交差点        |
| 滋賀県道43号平野草津線                | 大津市   | 平野2丁目    | 平野町交差点          |
| 滋賀県道16号大津信楽線 重複区間終点   | 大津市   | 平野2丁目    |                       |
| 滋賀県道2号大津能登川長浜線           | 草津市   | 岡本町       | 岡本町南交差点 / 終点 |

### 沿線
- 南郷公園
- 瀬田川洗堰
- 大津市立南郷小学校
- 国土交通省近畿地方建設局 琵琶湖工事事務所
- 水のめぐみ館 アクア琵琶
- 滋賀県南郷水産センター
- 大津市立田上小学校
- 大津警察署 田上警察官駐在所
- 田上公園
- 大津市立田上中学校
- 大津市立上田上小学校、上田上幼稚園
- 大津市立青山中学校
- サンスター技研 滋賀草津工場
- ダイキン工業 滋賀製作所
- 住友精密工業 滋賀工場